# マイカンパニー
株式会社マイカンパニーは、東京都千代田区麹町に本社を置く総合芸能プロダクション。

## 概要
- 株式会マイカンパニーはタレント・モデル・ミュージシャンなど様々な分野において、育成からマネージメント、キャスティングまでを一貫して行っている、総合芸能プロダクション。その他、映画・テレビ番組制作など、多岐にわたる業務を行っている。

## 主な所属アーティスト
- いとうまい子
- ハムナプトラ田中
- 天海芙音
- 川上剛史(催眠術師)

## 過去の所属アーティスト
- 新原里彩
- 渡部美咲
- 荒井佑奈
- 荒井暖菜
- 荒井由莉采
- 品田セシル